# Marta Jirásková
Marta Jirásková (nacida el 20 de marzo de 1952 en Praga) es una exjugadora de baloncesto checoslovaca. Consiguió 5 medallas en competiciones oficiales con Checoslovaquia.